# Permafrost
Indenfor geologi er Permafrost defineret som områder hvor; den gennemsnitlige årlige jordtemperatur, ligger under smeltepunktet i mindst to år i træk. Dette svarer ofte til områder hvor; den gennemsnitlige årlige lufttemperatur, er −2 °C eller koldere. 
I geologisk og geografisk sprogbrug benyttes ofte forkortelserne MAGT (mean annual ground temperature) og MAAT (mean annual air temperature), til at beskrive hvorvidt et område er, eller har været, påvirket af permafrost.
Der findes ingen steder i Danmark, som i nutiden har permafrost. Derimod har store dele af Vestjylland været præget af permafrost under sidste istid. Permafrosten har dannet is-kiler, i net ligesom tørkesprækker. De er efterfølgende fyldt op med finkornet sand, hvorved fremkommer polygonmønstre i jorden, der kan erkendes den dag i dag. På en sommerdag efter en tørkeperiode, kan de tydeligt ses fra luften over bakkeørne i Vestjylland.

## Udbredelse
På den nordlige halvkugle består omkring 23.000.000 km² (~25 % af landområderne) af permafrost. På den sydlige halvkugle er det 174 000 km², primært grundet mindre landmasse. Vi finder også permafrost på større bjerge i hele verden som f.eks. Mount Kenya, Kilimanjaro, Ruwenzori og på højslettene i Tibet. Endvidere er størstedelen af det nordlige Alaska, Sibirien, Grønland og Canada dækket af permafrost.

## Inddeling
Det findes tre hovedtyper permafrost, som er defineret ud fra hvor meget permafrost, der befinder sig i et givent stort område.

### Sporadisk permafrost
Sporadisk permafrost findes i områder, som egentlig er for varme til at have permafrost. Men lokale forhold gør, at der alligevel findes isolerede områder med permafrost. Typisk er dette i moseområder. Områderne, hvor vi finder den sporadiske permafrost, har en jordtemperatur fra -2 til 0 grader celsius.

### Diskontinuerlig permafrost
Diskontinuerlig permafrost er områder med meget permafrost, men som er afbrudt af områder, hvor der ingen permafrost er. Områderne med diskontinuerlig permafrost har en typisk jordtemperatur mellem -2 og -6 grader celsius.

### Kontinuerlig permafrost
Kontinuerlig permafrost er store områder, hvor der findes permafrost. De tykkeste forekomster af permafrost findes i Sibirien, hvor frosten går helt ned til 1,5 km. Årsagen til, at permafrosten ikke kommer længere ned i jorden, er den geotermiske opvarmning, også kendt som geotermi, hvor varmen fra jordens indre varmer jorden op i de dybere lag. Temperaturen i Danmark stiger med omkring 1 til 3 grader celsius pr. hundrede meter, man går ned. Jordtemperaturen for områder, som har kontinuerlig permafrost er typisk lavere end -6 grader celsius.

## Aktivt lag
Hver sommer smelter det øverste lag i permafrosten. Dette kaldes det aktive lag og har forskellig tykkelse afhængigt af, hvordan det lokale klima er. Tykkelsen kan variere fra 30 cm til 200 cm dybt.

## Fakta om permafrost
Permafrost er jordlag og sedimenter, som er frosne mere end to år i træk, mens aktivlaget er den øverste del af jordmiljøet, som tør hver sommer. I praksis betyder det, at permafrost forekommer ved en gennemsnitlig årlig lufttemperatur på −2 °C eller koldere. Aktivlagets tykkelse varierer med årstiden, men er 0,3-4 meter tykt (tyndest nær Ishavet; tykkest i det sydlige Sibirien og det Tibetanske Plateau).
På den nordlige halvkugle er 24% af alle isfri landområder  svarende til 19 millioner kvadratkilometer mere eller mindre præget af permafrost. Størstedelen af dette areal findes i Sibirien, Canada, Alaska og Grønland.
- I dele af det nordlige Sibirien og Canada kan permafrosten være mere end 700 meter tyk.
- Permafrost rummer 1700 milliarder tons organisk materiale svarende til næsten halvdelen af al organisk materiale i samtlige jorde[1], fordi puljen er opbygget over flere tusinde år og kun langsomt omsættes under de kolde forhold i Arktis. Mængden af kulstof i permafrost svarer til fire gange så meget kulstof, som er blevet frigjort til atmosfæren som følge af menneskelige aktiviteter i moderne tid [2] eller dobbelt så meget kulstof som findes i atmosfæren.[3]
- Den globale opvarmning formodes at være dobbelt så kraftig i Arktis i forhold til andre dele af Jorden[4]. Intergovernmental Panel on Climate Change (IPCC) vil i deres femte rapport opstille scenarier for fremtiden, hvor temperaturen i Arktis vil stige mellem 1,5 og 2,5oC i 2040 og med 2-7,5oC i 2100.
- Når klimaet bliver varmere, tør permafrostlaget helt eller delvist i dele af landskabet. I områder, hvor iskapper smelter og gletsjere trækker sig tilbage, vil ny permafrost dannes.
- Permafrosten forsvinder ikke fra Grønland, for i store dele af Grønland er permafrosten mere end 100 meter tyk. Det er kun den øverste 1-2 m permafrost, som er truet af optøning inden for de kommende år.
- Permafrost kan omfatte både jordlag og fast klippegrund. Klipper indeholder ikke organisk materiale, mens jordlagene rummer store mængder organisk materiale. Hvis jordlagene tør i forbindelse med den globale opvarmning, kan opvarmningen øge mikroorganismers nedbrydning af det organiske materiale.
- Områder dækket af permafrost er ofte en mosaik af områder med græsagtige planter, heder med planter i lyngfamilien, lavstammet krat med pilebuske, samt moser, småsøer og elve. I områderne der grænser op til Arktis er permafrost udbredt i åbne skove med få meter høje træarter som birk, fyr, lærk og gran.
- Plantedækket over permafrost er i Grønland domineret af få hårdføre og nøjsomme planter som arktisk pil, kantlyng, stenbræk, fjeldsimmer og forskellige arter mos, lav, græsser og halvgræsser. Under de ekstreme levebetingelser i højarktis bliver selv 100 år gamle individer af arktisk pil kun få cm høje. I Rusland, Skandinavien og Canada er enorme områder med permafrost dækket af nåle- og birkeskov. Når det bliver varmere, vil plantevæksten i Arktis øges, og trægrænsen flytter nordpå.
- Forskellige grupper af mikroorganismer kan danne kultveilte, metan, lattergas og en række andre drivhusgasser, når permafrostlag tør. Kultveilte dannes af et væld af svampe og bakterier, når de nedbryder organisk materiale fra gamle plantedele i jorden. Metan dannes udelukkende af en bestemt gruppe af archaea (bakterielignende mikroorganismer) og omsættes til kultveilte af bestemte bakterier. Lattergas dannes af bestemte bakterier, som også kan omdanne lattergas til atmosfærisk nitrogen (N2).
- Målt over en 100 årig periode har metan 25 gange så stort varmepotentiale i atmosfæren som kultveilte. Den dannede metan kan delvist omdannes til kultveilte af mikroorganismer i de øverste jordlag, inden gasserne frigives fra jordoverfladen.
- Ingen ved med sikkerhed, hvor mange tons drivhusgasser optøet permafrostjord udsender hvert år, men en kvalificeret vurdering [5]lyder på 110-231 milliarder tons CO2-ækvivalenter (ca. halvdelen fra kultveilte og den anden halvdel fra metan) i 2040 og 850-1400 milliarder tons i 2100. Dette svarer til et gennemsnitligt årligt udslip på 4-8 milliarder tons CO2-ækvivalenter i perioden 2011-2040 og 10-16 milliarder tons CO2-ækvivalenter i perioden 2011-2100 som følge af optøning af permafrost. Til sammenligning var det menneskeskabte udslip af samtlige drivhusgasser i 2010 på ca. 48 milliarder tons CO2-ækvivalenter[6]. Frigivelse af drivhusgasser fra optøet permafrost til atmosfæren kan øge den globale opvarmning yderligere.
- Et enkelt gram jord fra aktivlaget kan indeholde flere end en milliard bakterieceller. Hvis man lagde bakterierne fra ét kilo jord op på en lang række, ville de danne en kæde på 1000 km. Antallet af bakterier i permafrostjord varierer meget, typisk fra 1 til 1000 millioner per gram jord[7]. De fleste af disse bakterier samt jordlagenes svampe kan ikke dyrkes i laboratoriet, men mikroorganismernes identitet kan afsløres ved hjælp af DNA-baserede teknikker.
- Permafrost kan indeholde store mængder af is, der frigives som vand, når permafrosten tør. Det giver anledning til, at jordlag falder sammen, og at opløst stof, herunder organisk materiale, næringsstoffer og forurening, kan transporteres langt væk med flod- eller havvand.
- Permafrostens egenskaber kan sjældent vurderes fra overfladen eller fra satellitbilleder, Derfor er det nødvendigt at lave boringer ned gennem permafrosten for at måle dens udbredelse og tilstand.
- Et varmere klima og mindre permafrost kan åbne for en række fordele i Grønland fx i relation til landbrug og tildels indvinding af råstoffer.

## Landformer
Permafrosten giver ophav til mange smukke polygoniske mønstre

## Infrastruktur i permafrostområder
At skulle bygge huse i permafrostområder kan være en stor udfordring. f.eks. må alle kabler og vandrør ligge oven på jorden, da de ellers bliver presset op af permafrosten, alle bygninger må hæves op over jordniveau på pæle, således at varmestrålingen ikke smelter permafrosten i den porøse jordmasse. I Grønland løses dette problem ved at placere bygningerne på klippegrund.